# Lluís de Peguera
Lluís de Peguera (Manresa, 1540-Bruch, 1610) fue un jurista de Cataluña, España, especialista en derecho penal y procesal. Doctor en Leyes, oidor de la Real Audiencia  de Cataluña y asesor del Virrey de Cataluña. Hijo de Lluís de Peguera i de Vilanova, casado con Francesca Claris, tía de Pau Claris. Su hijo, Joan de Peguera, editó de manera póstuma en 1632 la obra de su padre, «Pràctica, forma i estil de celebrar corts en Catalunya».

## Obras
Sus obras más destacadas fueron:

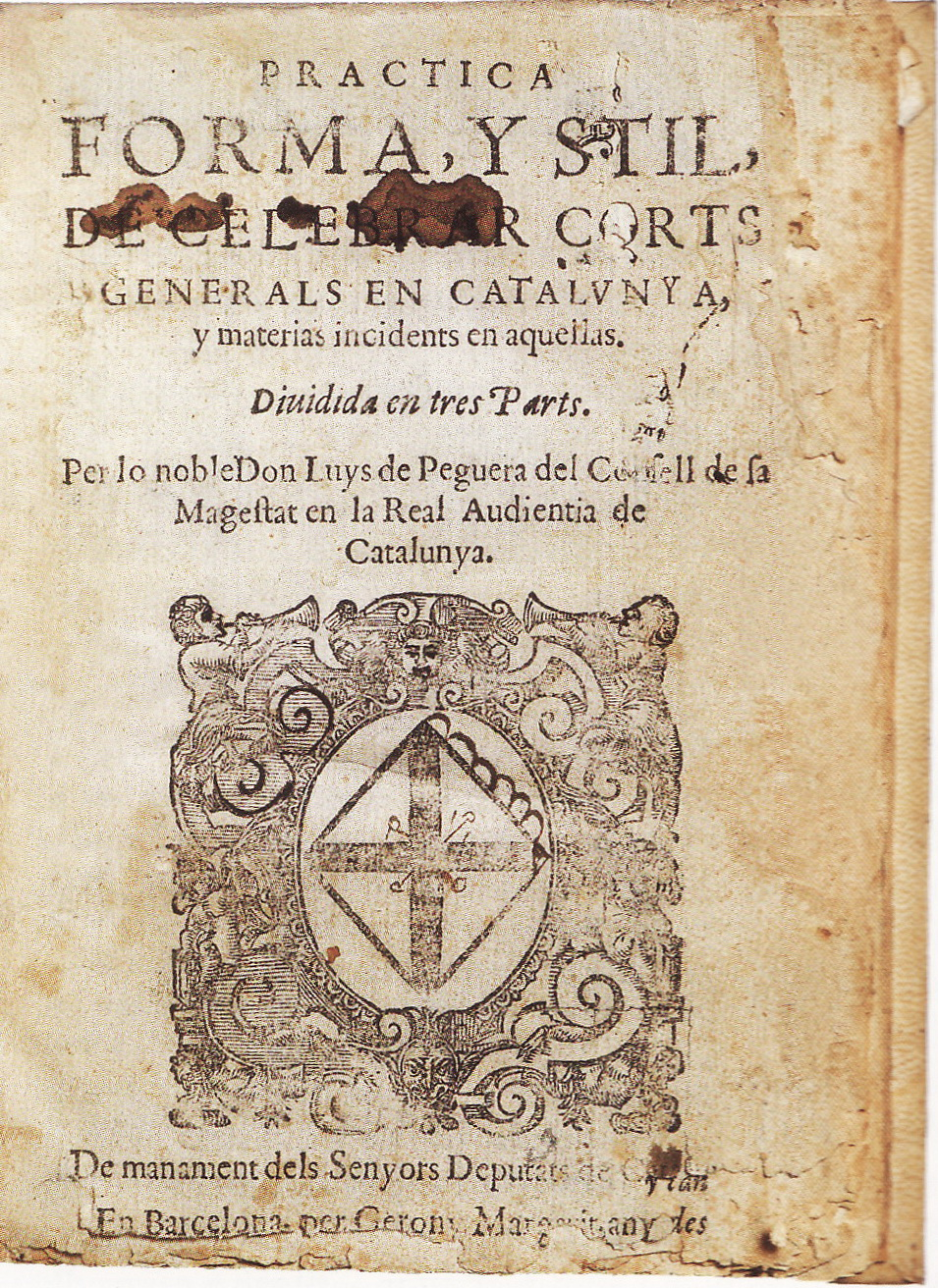
Edición de 1632 de «Pràctica, forma i estil de celebrar corts en Catalunya».

- Aurea et elegans repetitio in cap. incipiens "Item de super laudemio" regis Petri III (1577, 1687 con adiciones de Antoni de Vilaplana), sobre derecho feudal y enfiteútico.
- Liber questionum criminalium in actu practico frecuentium et maxime conducibilium (1585, 1605, 1611, Venecia 1608, Turín, 1612), sobre derecho penal y procedimiento procesal penal.
- Praxis criminalis et civilis (1603, reeditado en 1649 con adiciones de Acaci de Ripoll), sobre procedimientos criminales y civiles.
- Praxis criminalis et civilis (1603).
- Praxis civilis (1674, con adiciones de Ripoll y de Amigant)
- Brevis summa regaliarum Regum Aragonum, Repetitio super cap. Usatic "Quoniam per iniquum"
- Ordo iudiciarius procedendi in Regi Audientia et in aliis ordinariorum curiis
- Pràctica, forma i estil de celebrar corts en Catalunya (1632, reeditado en 1701 por la Generalidad), obra en catalán sobre derecho público.